# Sacha
Koordinaten: 67° 0′ N, 127° 0′ O

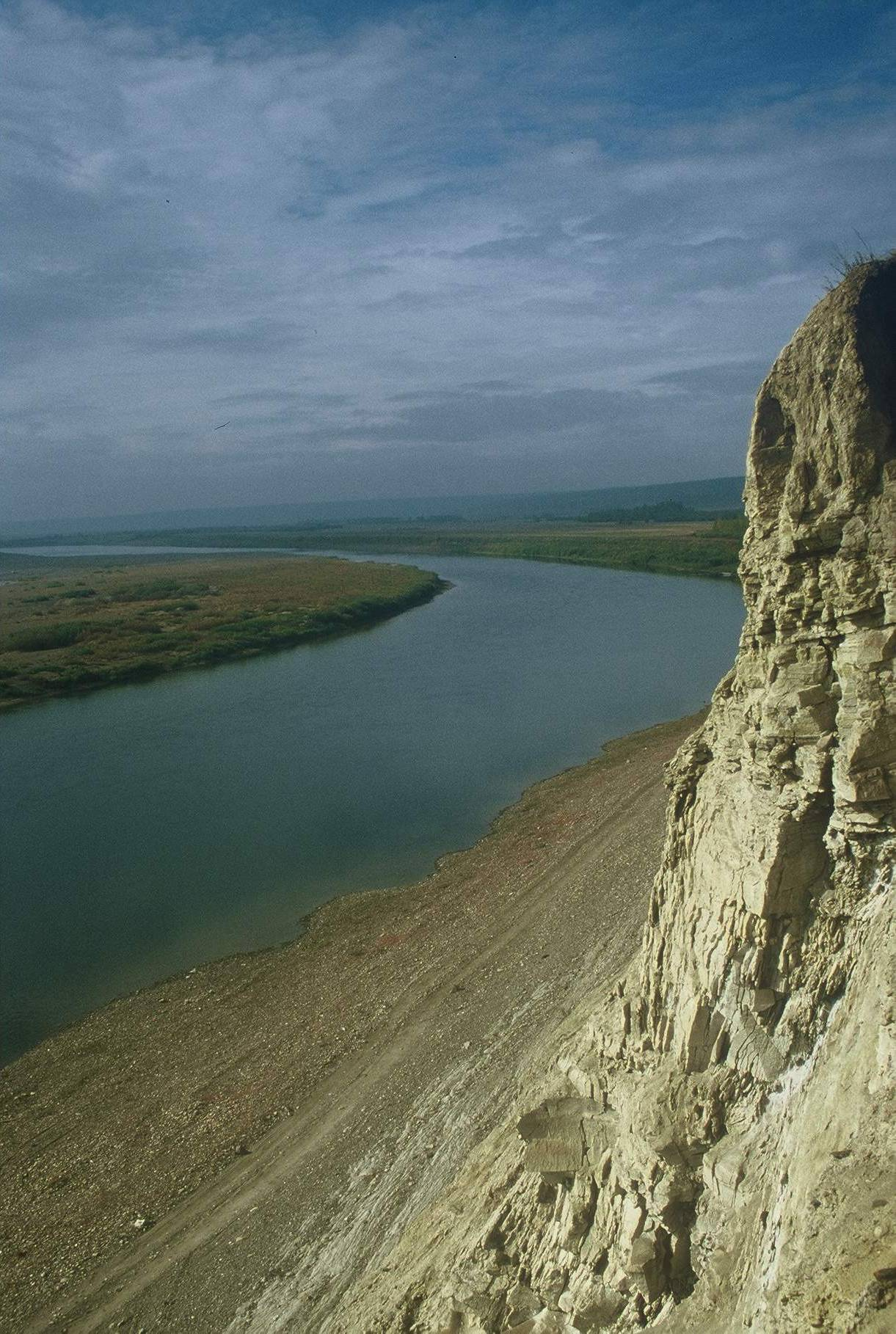
Der Fluss Amga

Sacha (auch Jakutien, russisch Якутия, jakutisch Саха Сирэ) ist eine Republik im nordöstlichen Teil des asiatischen Russlands. Sacha ist das flächenmäßig größte Föderationssubjekt der Russischen Föderation und die größte unterstaatliche Territorialeinheit der Welt. Die amtliche Bezeichnung ist Republik Sacha (Jakutien) (russisch Республика Саха (Якутия), jakutisch Саха Өрөспүүбүлүкэтэ).

## Geografie
Die Fläche der Republik Sacha ist mit 3.083.523 km² etwas kleiner als Indien. Im Norden wird die Republik vom Arktischen Ozean begrenzt, wo sie am Kap Paksa zwischen Nordwik-Bucht und Anabargolf ihren nördlichsten Festlandspunkt bei 73° 59′ 31″ N erreicht, ca. 400 km südlich von Kap Tscheljuskin, dem zur Region Krasnojarsk gehörenden nördlichsten Festlandspunkt der Alten Welt. Die nördlichste Landfläche Sachas bildet die zum Neusibirischen Archipel gehörende Henrietta-Insel bei 77° 6′ 0″ N. Nach Süden reicht Sacha im Aldanhochland bis auf die geografische Breite Kopenhagens. Das Territorium erstreckt sich vom Mittelsibirischen Bergland im Westen über das Tal der Lena (Mitteljakutische Niederung), das Werchojansker Gebirge, das Tscherskigebirge über das Jana-Indigirka-Tiefland bis zum Kolyma-Tiefland (West- und Ostteil des Ostsibirischen Tieflands) im Nordosten.
Der größte Teil der Republik gehört zum Einzugsbereich der Lena. Die wichtigsten Flüsse neben der Lena sind ihre Nebenflüsse Wiljui und Aldan sowie die Ströme Indigirka und Kolyma.
Das gesamte Territorium wird von Permafrostboden eingenommen, wenn dieser im Sommer antaut und Schnee und Eis schmelzen, entstehen in den Flussniederungen und insbesondere in den Tiefländern regelmäßig Hochwasser.

## Verwaltungsgliederung und Städte
Die Republik Sacha gliedert sich in 34 Rajons und die Stadtkreise Jakutsk und Schatai.
Hauptstadt und einzige Großstadt ist Jakutsk. Mehr als 20.000 Einwohner zählen noch Nerjungri, Mirny, Lensk und Aldan. Überregionale Bekanntheit haben die „Kältepole“ Werchojansk und Oimjakon erlangt.
| Stadt     | Russisch | Jakutisch  | Einwohner (14. Oktober 2010) |
| --------- | -------- | ---------- | ---------------------------- |
| Jakutsk   | Якутск   | Дьокуускай | 269.601                      |
| Nerjungri | Нерюнгри | Нүөрүҥгүрү | 61.747                       |
| Mirny     | Мирный   | Мирнэй     | 37.188                       |
| Lensk     | Ленск    | Ленскэй    | 24.966                       |
| Aldan     | Алдан    | Алдан      | 21.275                       |
| Aichal*   | Айхал    | Айхал      | 13.727                       |
| Udatschny | Удачный  | Удачнай    | 12.613                       |
| Wiljuisk  | Вилюйск  | Бүлүү      | 10.234                       |
| Njurba    | Нюрба    | Ньурба     | 10.157                       |

* städtische Siedlung

## Bevölkerung

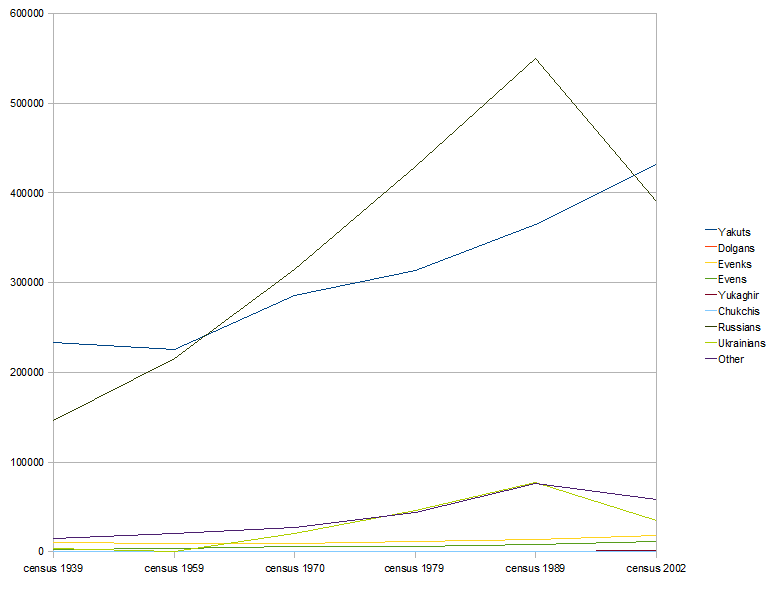
Jakutien – Bevölkerungsentwicklung
nach Nationalitäten:
schwarz mit Gipfel = Russen
dunkelblau = Jakuten
grün mit Gipfel = Ukrainer

Die Bevölkerungszahl hatte sich von 1939 bis 1989 verzweieinhalbfacht, war dann bis Anfang des 21. Jahrhunderts um gut 140.000 abgefallen, hat sich aber seither gehalten.
| Jahr | Einwohner |
| ---- | --------- |
| 1939 | 413.876   |
| 1959 | 487.372   |
| 1970 | 666.746   |
| 1979 | 851.840   |
| 1989 | 1.094.065 |
| 2002 | 949.280   |
| 2010 | 958.528   |
| 2021 | 995.686   |

Die Jakuten sind ein jakutischsprachiges Turkvolk. Um 1900 waren die sibirischen Volksgruppen der Region, neben den Jakuten die Ewenken, Ewenen, Dolganen, Tschuktschen und Jukagiren, noch fast unter sich. In der Sowjetzeit strömten dann Hunderttausende Neusiedler ins Land, um die Bodenschätze auszubeuten. So wuchs die Zahl der anderen Ethnien (vor allem Russen, Ukrainer, Weißrussen, Moldauer, Burjaten und Tataren) von 30.315 Personen im Jahr 1926 auf 637.277 Personen im Jahr 1989 an, und die Jakuten wurden zur Minderheit im Land. Heute stellt die Titularnation aber wieder mehr als die Hälfte der Einwohnerschaft, weil viele der Zugewanderten vor allem die früheren Bergbauzentren der Region wegen der Arbeitslosigkeit wieder verließen. Auch die Russlanddeutschen haben die Region überwiegend verlassen. Allerdings gibt es auch einige wenige Zuwanderergruppen – vor allem aus den zentralasiatischen Republiken der ehemaligen Sowjetunion – die wachsen. Zu ihnen gehören die Kirgisen (2002 1454 und 2010 5022 Personen), die Usbeken (2002 1207 und 2010 3332 Personen) und die Tadschiken (2002 1105 und 2010 2696 Personen). Daneben leben in Jakutien noch zahlreiche kleinere Ethnien, darunter die Jukagiren.
| Volksgruppe | VZ 1926 | VZ 1926 | VZ 1939 | VZ 1939 | VZ 1959 | VZ 1959 | VZ 1970 | VZ 1970 | VZ 1979 | VZ 1979 | VZ 1989   | VZ 1989 | VZ 2002 | VZ 2002 | VZ 2010 2 | VZ 2010 2 | VZ 2021 3 | VZ 2021 3 |
| Volksgruppe | Anzahl  | %       | Anzahl  | %       | Anzahl  | %       | Anzahl  | %       | Anzahl  | %       | Anzahl    | %       | Anzahl  | %       | Anzahl    | %         | Anzahl    | %         |
| --- | ------- | ------- | ------- | ------- | ------- | ------- | ------- | ------- | ------- | ------- | --------- | ------- | ------- | ------- | --------- | --------- | --------- | --------- |
| Jakuten | 235.926 | 81,6 %  | 233.273 | 56,5 %  | 226.053 | 46,4 %  | 285.749 | 43,0 %  | 313.917 | 36,9 %  | 365.236   | 33,4 %  | 432.290 | 45,5 %  | 466.492   | 49,9 %    | 469.348   | 55,3 %    |
| Russen | 30.156  | 10,4 %  | 146.741 | 35,5 %  | 215.328 | 44,2 %  | 314.308 | 47,3 %  | 429.588 | 50,4 %  | 550.263   | 50,3 %  | 390.671 | 41,2 %  | 353.649   | 37,8 %    | 276.986   | 32,6 %    |
| Ewenken | 13.145  | 4,7 %   | 10.432  | 2,5 %   | 9.505   | 2,0 %   | 9.097   | 1,4 %   | 11.584  | 1,4 %   | 14.428    | 1,3 %   | 18.232  | 1,9 %   | 21.008    | 2,2 %     | 24.334    | 2,9 %     |
| Ukrainer | 138     | 0,0 %   | 4.229   | 1,0 %   | 12.182  | 2,5 %   | 20.253  | 3,0 %   | 46.326  | 5,4 %   | 77.114    | 7,0 %   | 34.633  | 3,6 %   | 20.341    | 2,2 %     | 7.169     | 0,8 %     |
| Ewenen | 738     | 0,3 %   | 3.133   | 0,8 %   | 3.537   | 0,7 %   | 6.471   | 1,0 %   | 5.763   | 0,7 %   | 8.668     | 0,8 %   | 11.657  | 1,2 %   | 15.071    | 1,6 %     | 13.233    | 1,6 %     |
| Tataren | 1.671   | 0,6 %   | 4.420   | 1,1 %   | 5.172   | 1,1 %   | 7.678   | 1,2 %   | 10.976  | 1,3 %   | 17.478    | 1,6 %   | 10.768  | 1,1 %   | 8.122     | 0,9 %     | 4.262     | 0,5 %     |
| Burjaten | 11      | 0,0 %   | 699     | 0,2 %   | 757     | 0,2 %   | 2.126   | 0,3 %   | 4.508   | 0,5 %   | 8.471     | 0,8 %   | 7.266   | 0,8 %   | 7.011     | 0,7 %     | 6.572     | 0,8 %     |
| Weißrussen | 21      | 0,0 %   | 1.572   | 0,4 %   | 2.548   | 0,5 %   | 4.090   | 0,6 %   | 6.769   | 0,8 %   | 9.900     | 0,9 %   | 4.236   | 0,4 %   | 2.527     | 0,3 %     |           |           |
| Russlanddeutsche | 17      | 0,0 %   | 250     | 0,06 %  | 1.754   | 0,4 %   | 1.540   | 0,2 %   | 2.416   | 0,3 %   | 4.099     | 0,4 %   | 2.283   | 0,2 %   | 1.540     | 0,2 %     |           |           |
| Dolganen1 | 0       | 0,0 %   | k.Ang.  | ?,?%    | k.Ang.  | ?,?%    | 10      | 0,0 %   | 64      | 0,01 %  | 408       | 0,04 %  | 1.272   | 0,13 %  | 1.906     | 0,2 %     | 2.147     | 0,3 %     |
| Jukagiren | 396     | 0,14 %  | 267     | 0,06 %  | 285     | 0,06 %  | 400     | 0,06 %  | 526     | 0,06 %  | 697       | 0,06 %  | 1.097   | 0,12 %  | 1.281     | 0,13 %    | 1.510     | 0,2 %     |
| Tschuktschen | 1.281   | 0,4 %   | 400     | 0,1 %   | 325     | 0,07 %  | 387     | 0,06 %  | 377     | 0,04 %  | 473       | 0,04 %  | 602     | 0,06 %  | 670       | 0,07 %    | 709       | 0,1 %     |
| Andere | 5.585   | 1,9 %   | 7.782   | 1,9 %   | 9.897   | 2,0 %   | 12.014  | 1,8 %   | 19.026  | 2,2 %   | 36.830    | 3,4 %   | 34.273  | 3,6 %   | 58.910    | 6,1 %     | 49.070    | 5,8 %     |
| Einwohner | 289.085 | 100 %   | 413.198 | 100 %   | 487.343 | 100 %   | 664.123 | 100 %   | 851.840 | 100 %   | 1.094.065 | 100 %   | 949.280 | 100 %   | 958.528   | 100 %     | 995.686   | 100 %     |
| 1 die Dolganen wurden 1939 und 1959 als Jakuten gezählt. 2 23.864 Personen konnten keiner Volksgruppe zugeteilt werden. Diese Leute verteilen sich vermutlich anteilmässig gleich wie die ethnisch zugeteilten Einwohner. 3 146.918 Personen konnten keiner Volksgruppe zugeteilt werden. |         |         |         |         |         |         |         |         |         |         |           |         |         |         |           |           |           |           |

Amtssprachen sind Jakutisch und Russisch. Die Mehrheit der Bevölkerung sind Christen; nach grober Schätzung bis zu zwei Drittel der Bevölkerung. Einige der Jakuten, Burjaten, Ewenen und Ewenken praktizieren Schamanismus.

## Geschichte

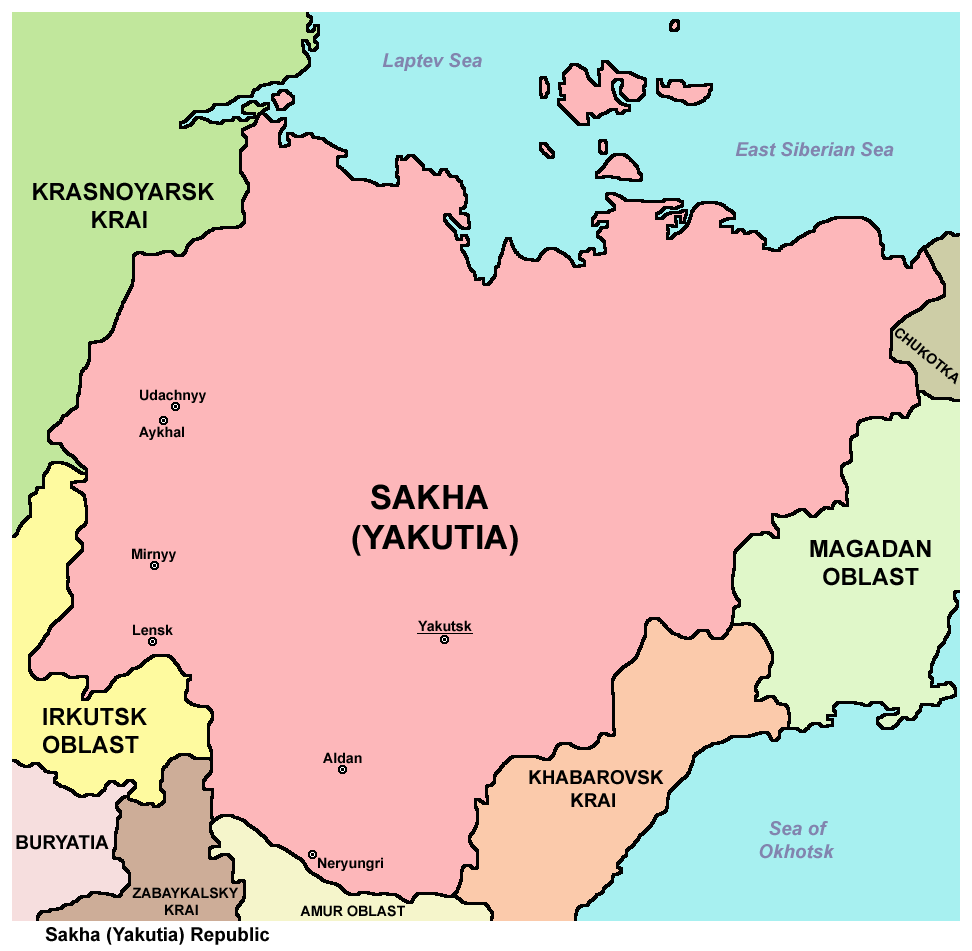
Sacha-Gebiet

Im 14. Jahrhundert wanderten die Jakuten aus dem südlichen Baikalgebiet nach Sacha (Jakutien) ein.
Im 17. Jahrhundert begann die russische Einwanderung, die heutige Hauptstadt Jakutsk wurde 1632 gegründet.
Sacha war zu Zeiten der Sowjetunion eine Autonome Sozialistische Sowjetrepublik (ASSR) innerhalb der russischen Teilrepublik, die Jakutische ASSR. Zu sowjetischer Zeit wurde in Teilen der Republik Industrie angesiedelt, was die Zuwanderung einer größeren Zahl von Russen nach sich zog. Mehrere Hundert Studenten protestierten zu Beginn der Perestroika im April 1986 gegen die wahrgenommene Rechtsungleichheit von Russen und Jakuten.
Mit Auflösung der Sowjetunion wurden Sacha weitreichende Autonomierechte zugestanden. Daraufhin installierte dessen Präsident Michail Nikolajew als späterer Gegner von Präsident Putin und des Putinismus zur Vorbereitung der Unabhängigkeit von Russland eigene Gold- und Devisenreserven. Über ein Klientel-System kontrollierte er das Gebiet, bis ihn 2001 ein Gericht – nach mehrmaligem Umentscheiden – aufgrund des Drucks des russischen Zentralstaates von der Wiederwahl ausschloss.

## Politik
- Oberhaupt (Glawa): Aissen Nikolajew (seit dem 28. September 2018)
- Premierminister: Wladimir Wiktorowitsch Solodow (Seit Juni 2018)
- Parlament bzw. Staatsversammlung (Il Tumen) ist eine aus 70 Abgeordneten bestehende Einkammer-Legislative: 1. Einiges Russland (50 Abgeordnete), 2. KPRF (7 Abgeordnete), Gerechtes Russland (5 Abgeordnete), Bürgerplattform (2 Abgeordnete), Soglassije (2 Abgeordnete). Seit dem 2. Oktober 2013 ist Alexander Nikolajewitsch Schirkow Vorsitzender von Il Tumen.[10]

## Wirtschaft

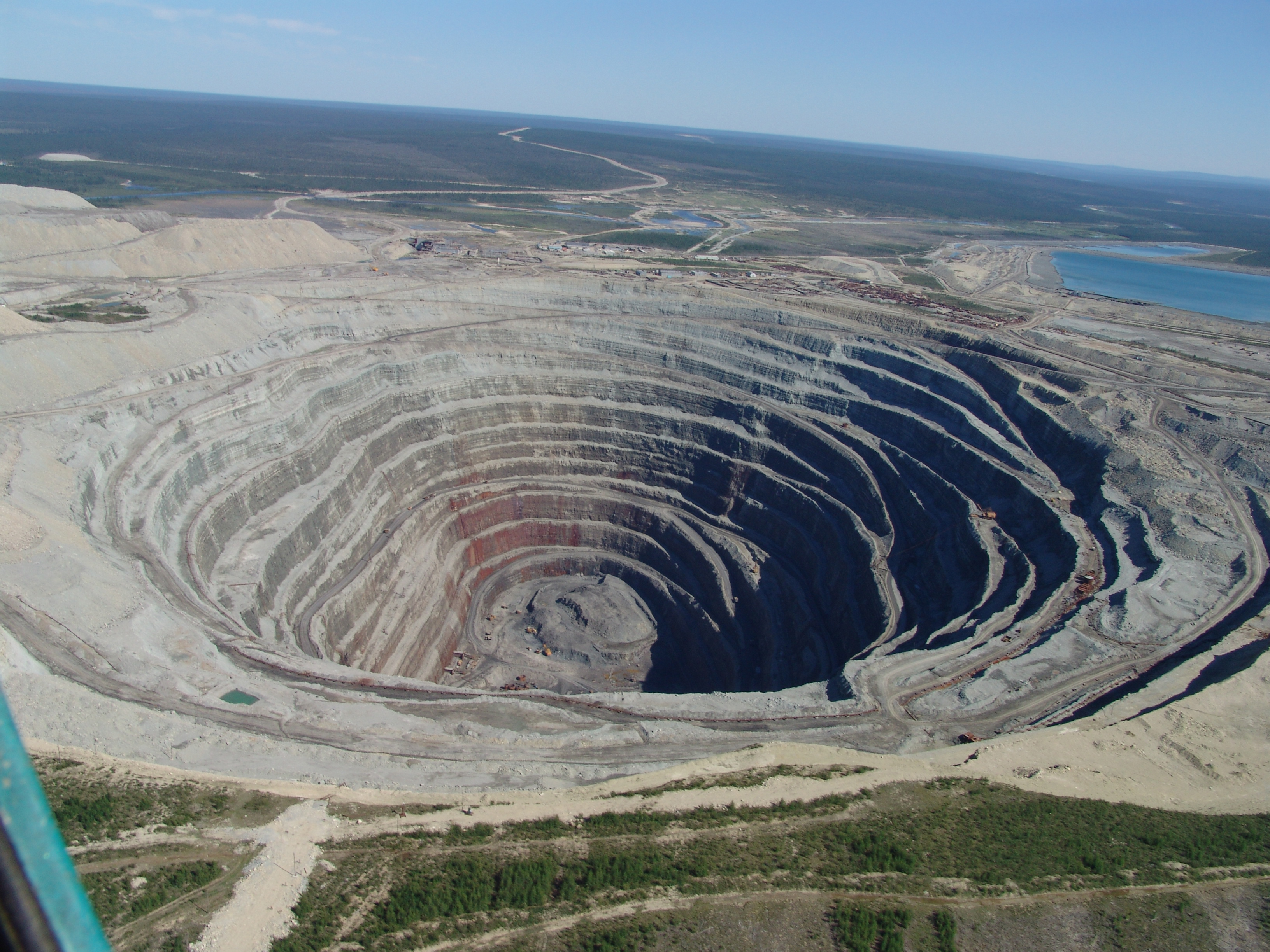
Diamantenmine Udatschnaja

Sacha ist reich an Bodenschätzen wie Edelmetallen, Erdöl, Erdgas, Kohle und Diamanten. Sein Anteil an der weltweiten Diamantenförderung liegt bei über 13 %, wobei Jakuten seit dem Zusammenbruch der Sowjetunion selbst das Recht besitzen, die Rohdiamanten zu verarbeiten. Zu Zeiten der Sowjetunion wurden die Rohdiamanten nach Moskau geliefert.
Das größte Gasfeld Mastach versorgt über eine 400 km lange Pipeline die Hauptstadt Jakutsk.
Schon zu Sowjetzeiten wurden verschiedene Exportpipelines geplant, bisher wurde jedoch kein Projekt begonnen.

## Mythologie
Eine Sage erzählt, dass Gott, als er die Erde erschuf, einen Engel mit einem Sack voller Reichtümer über Sibirien geschickt hat. Als dieser Jakutien überflog, wurden ihm vor Kälte die Finger steif, und er ließ alles fallen. Die ganzen Reichtümer, Gold, Silber und Platin fielen auf die Erde. Aus Zorn über seinen Verlust strafte er jedoch diese Region mit ewigem Winter.

## Kultur
In Sacha ist die Maultrommel Chomus ein wesentliches Element der nationalen Musikkultur.
Im September 2020 wurde das Gagarin-Zentrum für Kultur und zeitgenössische Kunst im Bezirk Gagarin in Jakutsk eröffnet.

## Dokumentarfilme
- 1980: An der Lena – eine Stadt, ein Dorf in Jakutien (DEFA-Dokumentarfilm, Regie: Uwe Belz)[14]
- 1980: Vera kam mit den Frühlingsblüten (DEFA-Dokumentarfilm, Regie: Uwe Belz)[15]
- 1980: Zwischen Taiga und Tundra – Jakutische Dimensionen (DEFA-Dokumentarfilm, Regie: Uwe Belz)[16]